# Jan Doering
Jan Doering (ur. 2 maja 1850 w Chełmnie, zm. 19 września 1919 w Trzebnicy) – katolicki prezbiter, działacz niepodległościowy.

## Życiorys
Uczęszczał do gimnazjum w Chełmnie. Studiował w Wyższym Seminarium Duchownym w Pelplinie. Po święceniach kapłańskich (12 lipca 1874) został aresztowany z polecenia władz pruskich i osadzony w więzieniu w Chełmnie. Aresztowanie i uwięzienie związane było z trwającym ówcześnie kulturkampfem. Po wyjściu na wolność wyjechał do Paryża w 1876, gdzie został wikariuszem przy kościele św. Jerzego. Utrzymywał tam kontakty z polskimi działaczami emigracyjnymi. Do kraju powrócił po 8 latach i objął administrację parafii Ostromecko-Boluminek. Od 1897 do 1919 był proboszczem parafii brodnickiej. W 1911 utworzył w Brodnicy Dom Katolicki, który stał się ośrodkiem ożywionej działalności społecznej i odegrał niezwykle pożyteczną rolę w pogłębianiu poczucia narodowego brodniczan. Podczas I wojny światowej skutecznie przeciwstawiał się Niemcom, gdy chcieli wywieźć dzwony, z kościoła farnego i przeznaczyć je na cele zbrojeniowe. Był bardzo czynny w działaniach na rzecz odzyskania niepodległości, zwłaszcza w okresie 1918–1919.
Z jego publikacji na uwagę zasługują dwie mowy wygłoszone w 1883, podczas rocznicowych obchodów żałobnych, poświęconych J. U. Niemcewiczowi i gen. K. O. Kniaziewiczowi oraz na ślubie wnuczki A. Mickiewicza, Heleny Góreckiej z Józefem Modlińskim w Paryżu (drukowanych w Chełmnie – 1886), a także powieści: Zamek starogrodzki (Pelplin 1879-1883), Niewiasty z Kałdusa, Młody skrzypek (Brodnica 1902-1903).